# فلاديكا بوبوفتش
فلاديكا بوبوفتش (مواليد 17 مارس 1935) هو لاعب كرة قدم. يلعب مع منتخب يوغوسلافيا لكرة القدم. سبق له أن لعب في كأس العالم لكرة القدم مع منتخب بلاده.

## مسيرته الكروية
لعب فلاديكا بوبوفتش خلال مسيرته الاحترافية مع 3 أندية في خمسة عشر موسمًا وسجل خلالها 10 أهداف ضمن 270 مباراة. حيث فاز في ثلاثة مواسم بالكأس وفي خمسة مواسم بالدوري.
خاض فلاديكا بوبوفتش مسيرته مع نادي النجم الأحمر بلغراد في موسم 1953–54 ليلعب معه اثنا عشر موسمًا، مشاركًا في 216 مباراة سجل خلالها 8 أهداف. ثم انتقل إلى نادي شتوتغارت في موسم 1965–66 لمدة موسم واحد، حيث شارك في مباراتين ولم يسجل أي هدف. لينتقل بعدها إلى نادي شتوتغارت كيكرز في موسم 1966–67 ولمدة موسمين، مشاركًا في 52 مباراة سجل خلالها هدفين.

## روابط خارجية
- فلاديكا بوبوفتش على موقع الاتحاد الدولي (مؤرشف)  (الإنجليزية)
- فلاديكا بوبوفتش على موقع قاعدة بيانات كرة القدم.إي يو (الإنجليزية)
- فلاديكا بوبوفتش على موقع ناشيونال فوتبول تيمز (الإنجليزية)
- فلاديكا بوبوفتش على موقع عالم كرة القدم.نت (الإنجليزية)
- فلاديكا بوبوفتش على موقع أوليمبيديا (الإنجليزية)